# Damiq-ilišu
Damiq-ilišu  war der dritte König (etwa 1666–1641 v. Chr.) der Meerland-Dynastie, die für etwa 350 Jahre von etwa 1783 bis 1415 v. Chr. den Süden Mesopotamiens beherrschte. Damiq-ilišu ist aus späteren Königslisten und Chroniken bekannt. Demnach regierte er entweder 16 oder 36 Jahre lang. Er herrschte vor dem babylonischen König Ammī-ditāna. Das 37. Regierungsjahr des letzteren Herrschers erwähnt, dass die Stadtmauer von Der/Udinim, die von Damiq-ilišus-Armee errichtet worden war, zerstört wurde. In Mesopotamien dieser Zeit waren Jahre nicht durchnummeriert, sondern wurden nach wichtigen Ereignissen benannt.
Der Name Damiq-ilišu ist akkadisch und bedeutet Der bevorzugte des Gottes. Damiq-ilišu ist von keinen eigenen Monumenten oder Dokumenten bekannt.